# Carlí (gos)
El Carlí o Pug és una raça de gos que va ser des del seu origen considerada una raça de luxe, ja que gairebé sempre era la companyia elegida per l'aristocràcia. Alguns d'aquests exemplars han passat a la història, com els de la marquesa de Pompadour, de Maria Antonieta, de Josefina Bonaparte (Fortune) i dels ducs de Windsor.

## Orígens xinesos
Gossos similars als Pug van ser populars a la cort imperial xinesa durant la dinastia Song.
Ja des de temps antics es van criar gossos Pug per ser companys de famílies governants de la Xina. Les mascotes Pug van ser molt valorades pels emperadors xinesos, i els gossos reials es mantenien luxosament i eren vigilats per soldats. Els Pug es van estendre més tard a altres parts d'Àsia. Al Tibet, els monjos budistes van mantenir gossos Pug com a mascotes als seus monestirs. La raça ha conservat la seva devoció afectuosa vers els seus propietaris des de temps molt antics.
Els Pug van ser portats de la Xina a Europa Occidental al segle XVI i es van popularitzar per la Casa d'Orange, dels Països Baixos, i la Casa de Stuart. Al Regne Unit, al segle xix, la reina Victòria va desenvolupar una passió pels Pug que va encomanar a altres membres de la família reial.

## Etimologia
La paraula «Pug» pot provenir de l'adjectiu de l'anglès antic pugg, que és un terme afectuós per a un petit amic juganer. Els cadells de Pug es poden anomenar puguets. El terme carlí s'origina a França i es refereix a un famós actor italià del segle xviii, Carlo Antonio Bertinazzi, de pseudònim Carlin. La seva caracterització del personatge d'Arlequí recordava la màscara negra característica de la raça.

## Característiques físiques
El Pug és petit, quadrat, rabassut i té unes proporcions ben combinades, a més d'una musculatura compacta, el que fa que sigui un animal petit i fort bastant diferent de la majoria dels gossos pertanyents al grup de races miniatura. El seu pes ideal és de 6,3/8,1 kg', tot i que alguns exemplars poden pesar més i, probablement, pocs mascles hi haurà que pesin menys de 8,1 kg. Malgrat que l'estàndard no diferencia entre la talla dels mascles i les femelles, ells solen ser una mica més grans que elles.
Cal tenir present que els Pug se solen divertir molt amb el seu menjar i poden ser bastant golafres. És necessari tenir un control prou estricte de la seva dieta perquè no acabin obesos. Un cop un Pug arriba a un pes excessiu, és extremadament difícil que el perdi.
El tòrax del Pug és ampli i el cos es troba implantat sobre unes extremitats fortes. El cap, que és gran, rodó, arrugat i amb uns ulls foscos i globulars, es veu compensat en la part posterior per la cua, que és d'implantació alta i fortament enroscada per sobre del maluc. Una característica molt desitjable del pedigrí és que tingui un doble tirabuixó.

## Colors i capa
Podem trobar Pug de color platejat, albercoc, lleonat i negre, encara que actualment els de color platejat escassegen. Encara que no s'esmenta en l'estàndard de la raça, els Pug lleonats tenen una doble capa, que consisteix en una capa externa resistent a la intempèrie i en una subcapa suau i aïllant. En els Pug negres la capa és senzilla.
Els colors estan clarament definits i haurien de disposar d'una línia negra (també anomenada «senyal») que s'estengui des de la part posterior del cap fins a la cua. La màscara (o morro) també hauria de ser el més negra possible, igual com les orelles, les llunes dels pòmuls i el «diamant» (o «taca de polze») del front.
Molts criadors consideren que la qualitat general dels Pug negres actuals no és tan bona com antany. De tota manera, hi continua havent un grapat d'exemplars negres d'excel·lent qualitat capaços de fer la competència als millors i que estan a l'altura dels exemplars d'abans. Malauradament hi ha pocs criadors que avui dia es dediquin als Pug negres, ja que la capa hauria de ser negra atzabeja i sense taques de cap altre color. A causa del seu color, les desitjables arrugues del cap han de ser profundes i marcades, i han d'apreciar-se amb claredat.
El pelatge del Pug és de fàcil cura, ja que és llis, fi i suau. Es tracta d'una capa curta i llustrosa que no hauria de ser ni aspra ni llanosa al tacte. El pelatge del Pug es muda, encara que no tant com el de moltes altres races. La gent que pateixi al·lèrgia hauria de comprovar, abans d'adquirir un Pug, que el seu pèl no els causi molèsties. Ha de tenir molt present que el gos romandrà en el seu costat per tota la vida, de manera que s'ha d'assegurar d'haver pres una bona decisió i haver-se informat bé abans de decidir-se per una certa raça.
Quant a les al·lèrgies, alguns Pug sofreixen al·lèrgia a les puces, de manera que és molt important mantenir-los lliures d'aquests paràsits.
A causa de les arrugues del seu cap, s'ha de tenir una especial cura per mantenir aquesta zona neta i així evitar qualsevol acumulació de brutícia que podria provocar irritacions cutànies.

## Cua
La cua cargolada del Pug és natural i no es talla perquè tingui aquest aspecte. De fet, no és tan curta com pot semblar, sinó que està molt cargolada.
Fa poc s'ha vist que uns quants Pug sofreixen un problema vertebral que sembla que és provocat per la cua cargolada. Això sol apreciar-se abans que compleixin els 12 mesos i pot provocar que el gos quedi esguerrat.

## Sociabilitat
El gos de raça pug és un excel·lent gos familiar. Té característiques molt inusuals entre els gossos de la seva mida, sobretot respecte a la reactivitat i agressivitat. En la majoria dels gossos petits aquestes característiques tenen valors molt més elevats que en aquest. De fet un dels punts més remarcables del pug és la combinació de la seva petita mida i el seu baix nivell de reactivitat i agressivitat. Tant és així que si hom vol tenir un gos petit però que sigui guardià de la llar no hauria de pensar en un pug.
El gos de raça pug sol ser afectuós amb la família, encara que no gaire. Aquests gossos són molt nobles. Cal tenir en compte que no solen ser gaire obedients, de manera que, com en gairebé tots els casos en animals de companyia, una femella sol ser una millor elecció si a hom l'interessa un animal que faci cas.

## Personalitat
Aquesta és una raça que té un gran encant, dignitat i intel·ligència, encara que igual com altres races intel·ligents pot ser bastant tossuda. La Pug és una raça amb un temperament equilibrat i un tarannà alegre i vital. L'amistat que mostra sol ser efusiva; de fet, la majoria de Pug semblen estar constantment encantats de conèixer persones i mostren un especial afecte pels nens. De tota manera, encara que es mostra amistós amb els estranys, dedica la màxima fidelitat al seu propietari i a la seva família.
El Pug és una raça valenta que, malgrat la seva mida petita, gaudeix fent exercici fora de casa i té un cert instint agosarat i esportiu que pot fer que a vegades litigui amb altres gossos. Malgrat això no es pot dir que els Pug siguin agressius, sinó que poden reaccionar puntualment per diversos motius de manera activa.
Els Pug són casolans i els agrada la comoditat de la llar.